# Arnsfeld
Arnsfeld ist ein Ortsteil der Gemeinde Mildenau im Erzgebirgskreis (Freistaat Sachsen). Er wurde am 1. Januar 1999 eingemeindet. Die erste urkundliche Erwähnung stammt aus dem Jahr 1385.

## Geografie

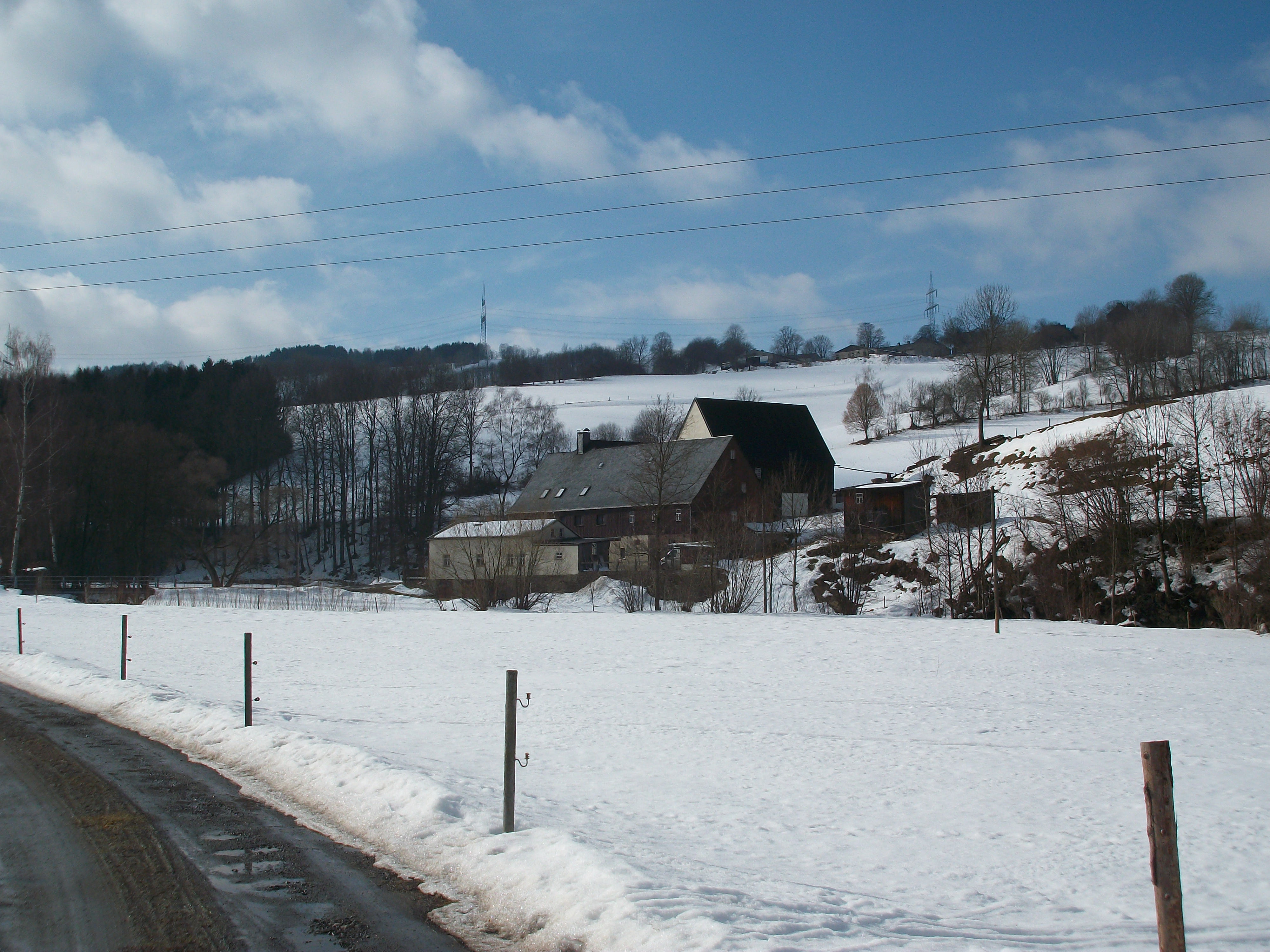
Arnsfeld, Kehrer-Gut

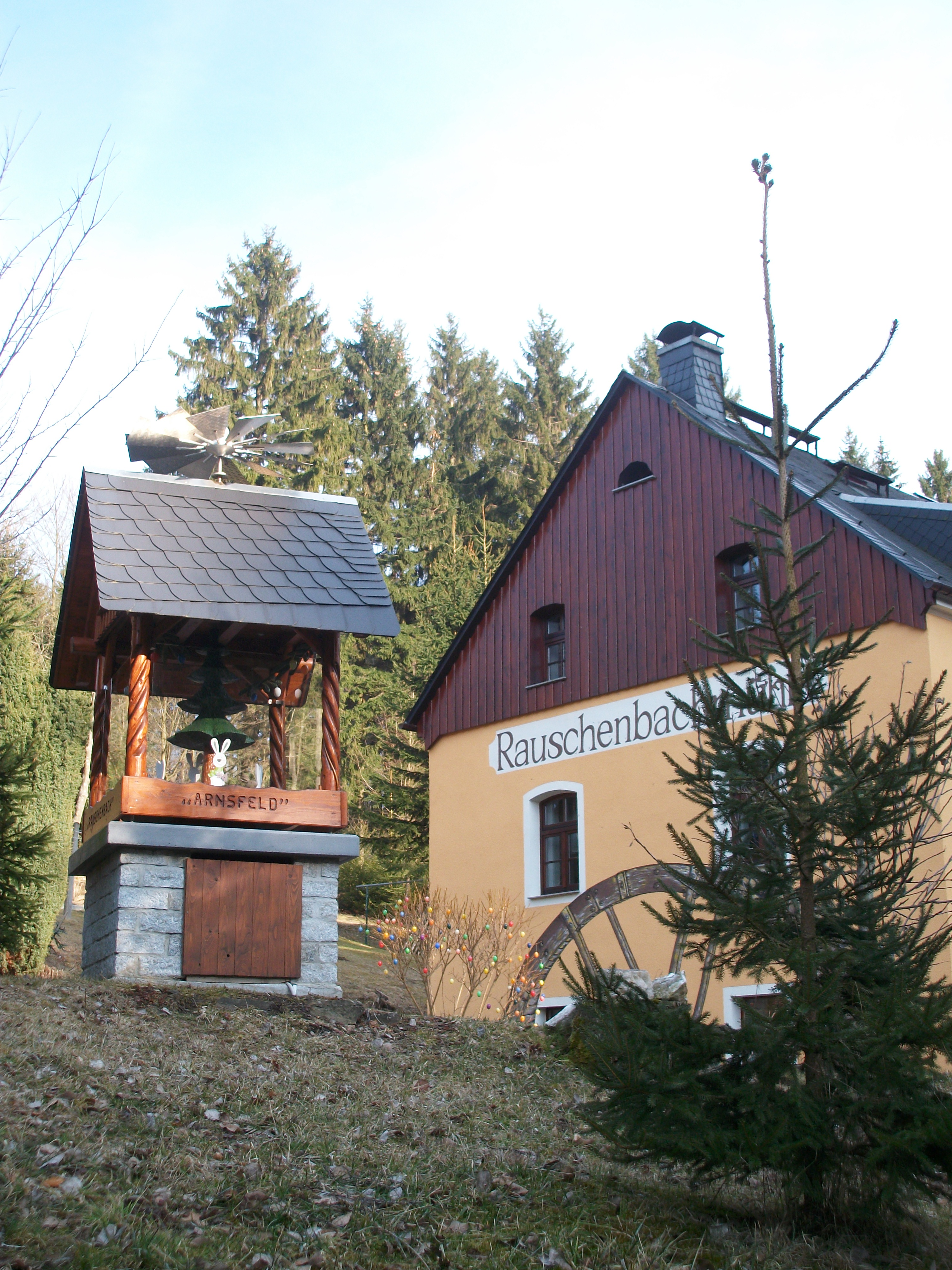
Rauschenbachmühle Arnsfeld

### Lage und Ausdehnung
Das Siedlungsgebiet von Arnsfeld erstreckt sich im Mittleren Erzgebirge in einer Höhe von 550 bis 650 NN. Die höchste Erhebung ist die Fuchshöhe mit 728 m Meereshöhe. Der Dorfbach, welcher am südlichen Ende des Kernsiedlungsgebietes in der „Rumedaneswies“ sein ursprüngliches Quellgebiet hat, durchfließt den Ort in nördliche Richtung und mündet dann am Ende in den Rauschenbach. Am Laufe des Dorfbaches, der auch von zahlreichen Quellen aus den Hanglagen östlich und westlich davon gespeist wird, lagen in früheren Zeiten vor allem Mühlen und Schmieden, welche die Wasserkraft nutzten, um diese zum Antrieb für Mühlsteine und Blasebälge zu nutzen. Zu nennen wären die die Ölmühle beim „Ölschläger“ – die Seltmann-, Richter-, Rau-, Weber und Niedere Mühle. Die nordöstlich gelegenen Gehöfte weisen eine starke Hanglage am Beginn der Hufe auf. Die eigentlichen Flurgrenzen werden von den Flüssen Rauschenbach im Westen und der Preßnitz im Osten in den benachbarten Erzgebirgstälern gebildet.

### Gemeindegliederung
Neben dem Hauptort Arnsfeld gehören Oberschaar an der Straße nach Steinbach und Mittelschmiedeberg im Preßnitztal zum Ort. Das Kehrer-Gut bei Oberschmiedeberg liegt ebenfalls auf Arnsfelder Flur und wird nur durch die Preßnitz von dem Jöhstädter Ortsteil getrennt. Der Rauschenbach bildet die Flurgrenze zu Mildenau.

### Nachbarorte
| Mauersberg | Niederschmiedeberg                          |                    |
| Mildenau   | Kompassrose, die auf Nachbargemeinden zeigt | Mittelschmiedeberg |
|            | Grumbach                                    | Oberschaar         |

## Geschichte

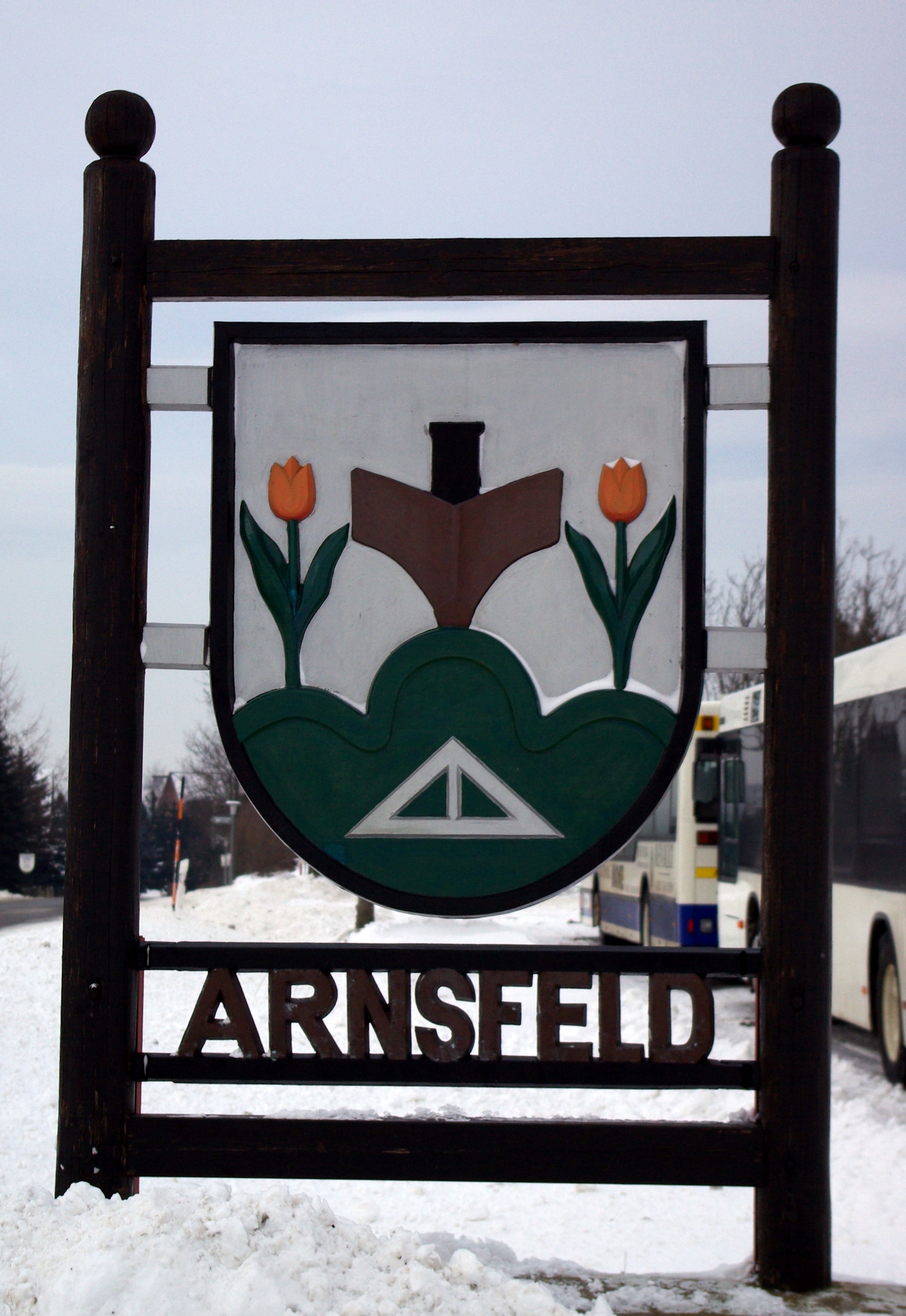
Ortswappen Arnsfeld

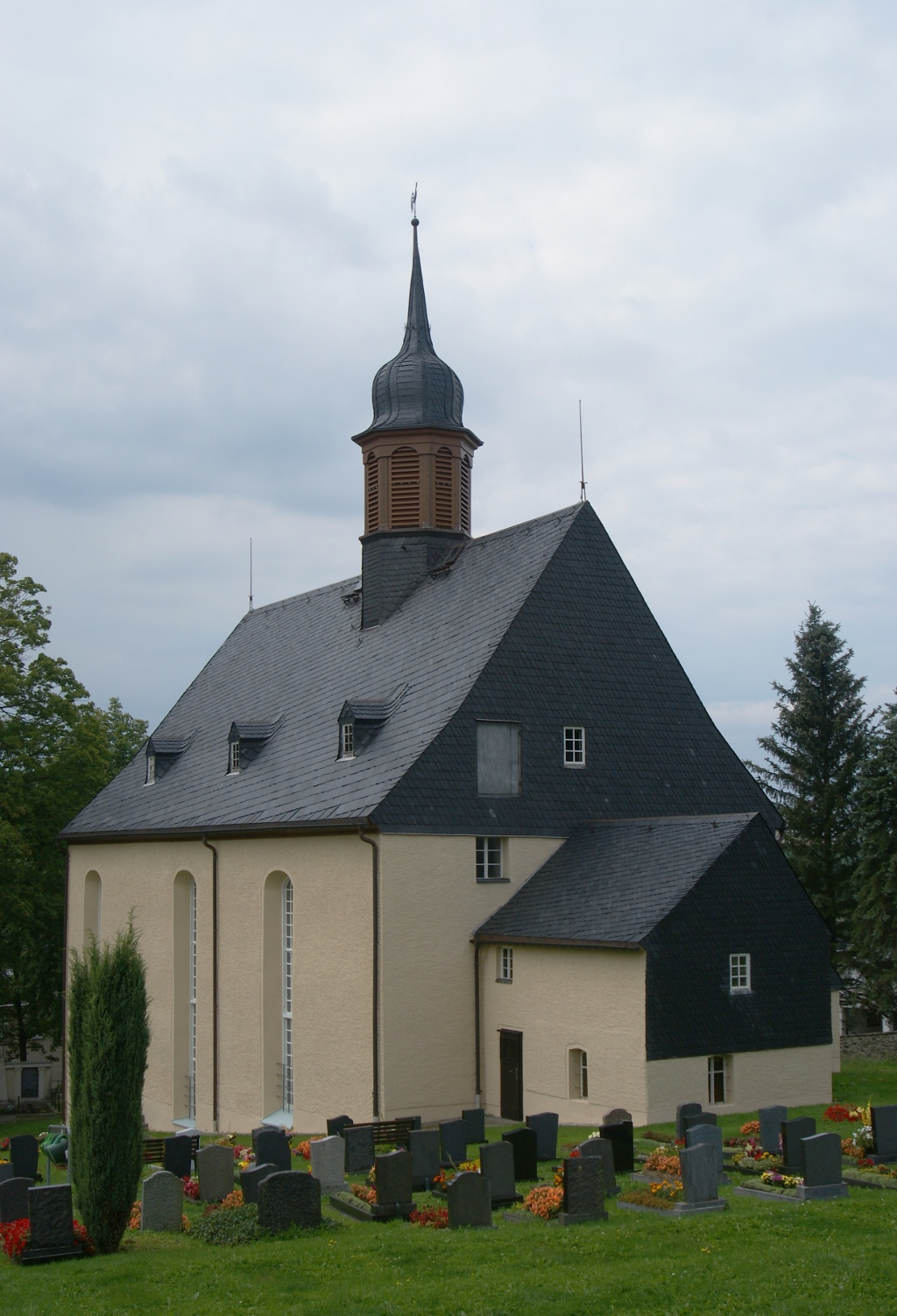
Kirche in Arnsfeld

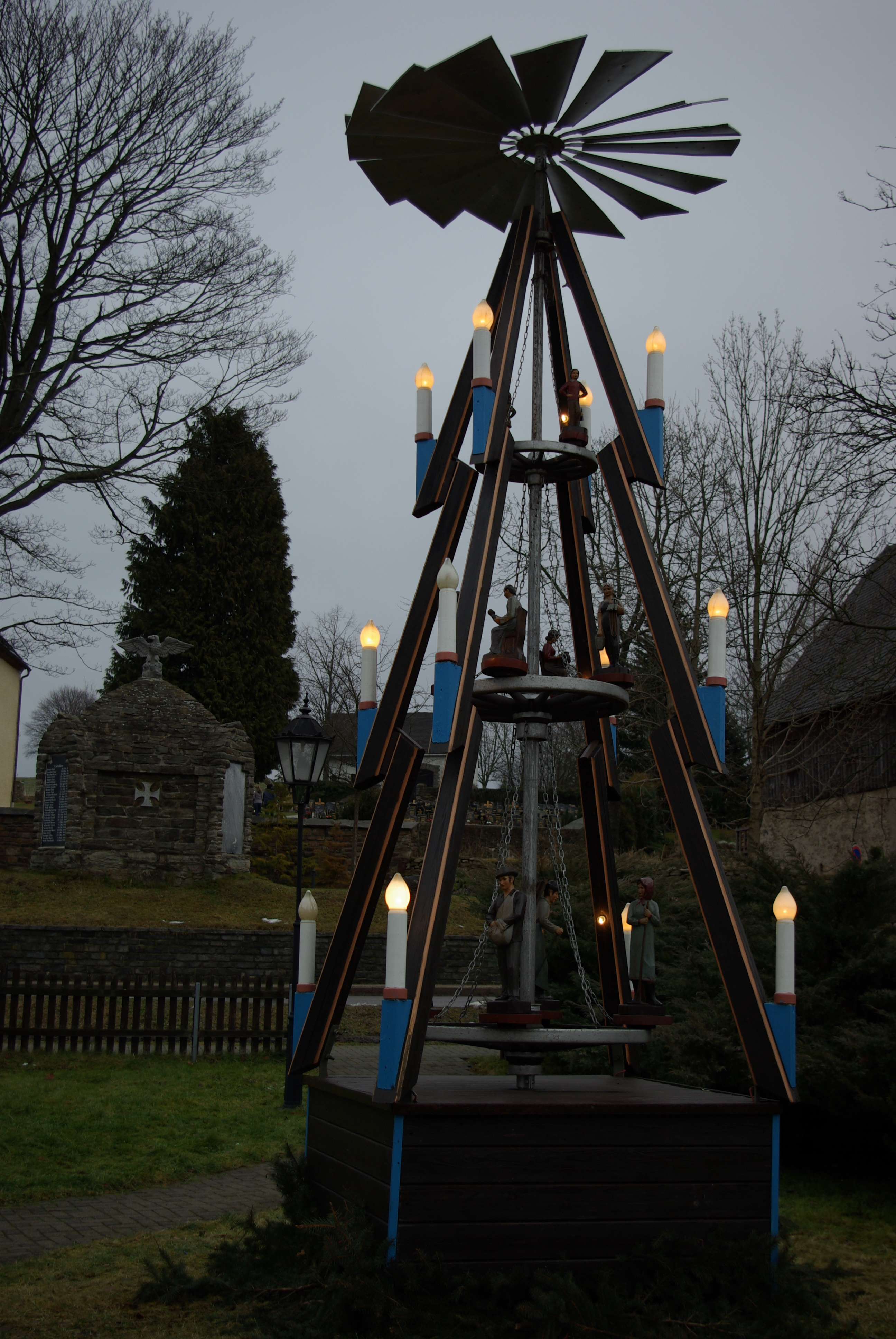
Ortspyramide Arnsfeld

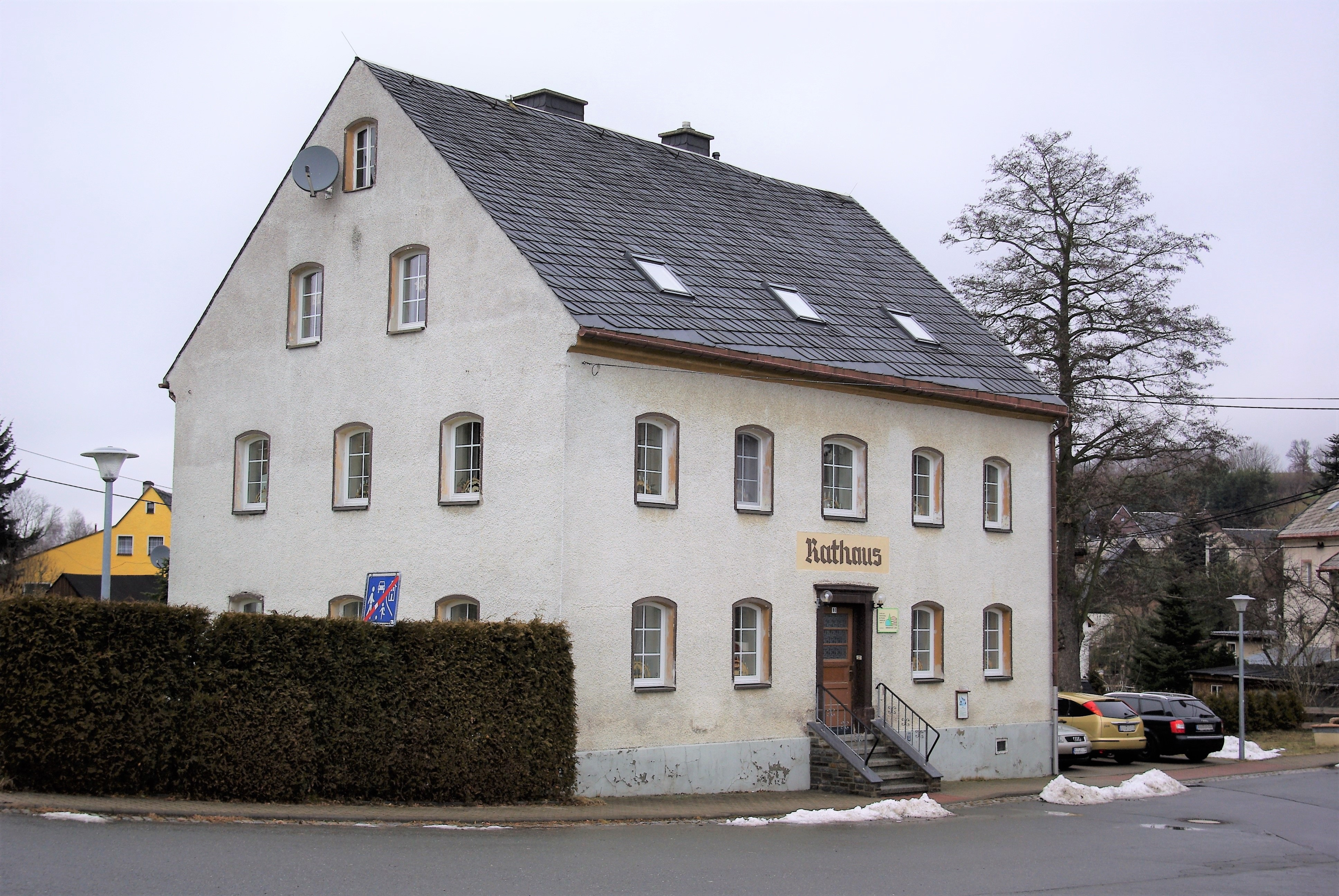
Ehemaliges Rathaus von Arnsfeld (2011)

Arnsfeld wurde ca. 1200 von Bauern aus Franken gegründet und als klassisches Waldhufendorf angelegt. Es sind Bodenfunde von typisch mittelalterlicher Keramik, bekannt als „Blaugraue Ware“, gefunden im südlichen Ortsteil, im Archiv des Sächsischen Museums für Ur- u. Frühgeschichte dokumentiert und aufbewahrt. Erstmals urkundlich erwähnt wurde Arnsfeld am 11. August 1385. Hans von Waldenburg übereignete damals Dorf und Gut Arnsfeld (Oberschaar) an die Kirche zu Wolkenstein. Das Kirchspiel Arnsfeld umfasste in früheren Zeiten fast alle Nachbargemeinden, wie Jöhstadt, Grumbach, Satzung und Steinbach. Um 1500 malte Hans Hesse, der Schöpfer des Annaberger Bergaltars, ein großes Altarbild für die Dorfkirche. Im Jahr 1537 wurde in Arnsfeld, wie im übrigen albertinischen Herzogtum Sachsen die Reformation eingeführt. Am 30. Januar 1599 wurde in der Arnsfelder Kirche Johann Friedrich Luther (* 1562 in Gotha; † 26. Januar 1599 in Arnsfeld, Vater: Paul Luther), ein Enkelsohn des Reformators Martin Luther, beigesetzt. Die Arnsfelder Kirche wurde im Jahr 1784 um 14 Ellen erweitert und durch den Einbau von drei Emporen auch von der Platzanzahl für die Gläubigen vergrößert.
1662 wurde durch Christian Meyer das Hammerwerk Mittelschmiedeberg gegründet, das bis um 1860 in Betrieb war. Es ist neben den beiden erstmals um 1501 erwähnten Hammerwerken Ober- und Niederschmiedeberg das jüngste der drei Orte im Preßnitztal. Arnsfeld blieb über die Jahrhunderte geprägt von seinen Bauern und der Landwirtschaft, anders als in den meisten Gegenden des Erzgebirges spielte der Bergbau keine bedeutende Rolle. Im 17. Jahrhundert wurden in Arnsfeld einige Gruben genannt, so die Gruben „St. Gregorius“ (1682) und der „Neu Glück“ (1694). Gruben aus dem 19. Jahrhundert sind der „Neubeschert Glück Stollen“ im Niederdorf (um 1830) und die Eigenlehnerzeche „Gott mit uns“ (1821 bis 1823). In der Nähe der Kirche befand sich der „Christi Auferstehung Stolln“, dessen Lage gut bekannt ist. Im Brünnelgrund zwischen Arnsfeld und Oberschaar befand sich im 18. und frühen 19. Jahrhundert der „Seegen Gottes Stolln“ in Betrieb. In Oberschaar selbst sind Gruben aus dem 16. Jahrhundert belegt, in Mittelschmiedeberg zwei Gruben aus dem 18. Jahrhundert. Im Laufe des 19. Jahrhunderts entstanden in den Ortsteilen Sägewerke, Textilfabriken und Pappenfabriken. Ein anderer wichtiger Wirtschaftsfaktor dieser Zeit war das Klöppeln, das in Heimarbeit ausgeführt wurde.
Arnsfeld lag bis 1856 als Amtsdorf im kursächsischen bzw. königlich-sächsischen Amt Wolkenstein. Ab 1856 gehörte der Ort zum Gerichtsamt Annaberg und ab 1875 zur Amtshauptmannschaft Annaberg. 1848 begann der Bau der Landstraße von Annaberg über Arnsfeld, Oberschaar, Steinbach zum Grenzübergang in Reitzenhain. Im Jahr 1892 wurde die schmalspurige Preßnitztalbahn eröffnet, welche zwar auf einem Abschnitt auf Arnsfelder Flur verlief, jedoch ohne Halt. Lediglich die Nachbarorte Niederschmiedeberg und Steinbach erhielten eine Station. Die Buslinie Annaberg–Mildenau–Arnsfeld–Steinbach wurde erst 1921 eröffnet. Arnsfeld erhielt im Jahr 1861 ein eigenes Schulgebäude, an das 1879 zwei Seitenflügel angebaut wurden. Am 1. Juli 1909 weilte der sächsische König Friedrich August III. während einer Erzgebirgsfahrt kurzzeitig im Ort. Die zwischen Mildenau und Arnsfeld gelegene „Rauschenbachmühle“ wurden am 17. Mai 1927 als Touristenheim der Naturfreunde eingerichtet.
Beim alliierten Bombenangriff in der Nacht vom 14. zum 15. Februar 1945 wurden in Arnsfeld fünf Wohnhäuser und zwei Scheunen zerstört und eine Person getötet. Während des Luftangriffes beschossen deutsche Jagdflugzeuge das alliierte Bombergeschwader. Ein getroffenes Flugzeug stürzte zwischen Arnsfeld und Grumbach ab. Die fünf kanadischen Besatzungsmitglieder wurden auf dem Arnsfelder Friedhof begraben. Drei Jahre nach dem Krieg, am 14. April 1948 wurden sie in Anwesenheit russischer und britischer Soldaten exhumiert und weggebracht.
Durch die zweite Kreisreform in der DDR kam Arnsfeld im Jahr 1952 zum Kreis Annaberg im Bezirk Chemnitz (1953 in Bezirk Karl-Marx-Stadt umbenannt), der ab 1990 als sächsischer Landkreis Annaberg fortgeführt wurde und 2008 im Erzgebirgskreis aufging. Im Jahr 1972 erfolgte die Aufstellung der Ortspyramide neben der Schule im Ortszentrum. Die Raststätte „Am Wildbach“ an der Preßnitz in Oberschaar wurde im Jahr 1979 eröffnet. In den Jahren 1981 und 1986 fanden zwei große Heimatfeste statt. Die letzten größeren Heimatfeste fanden in den Jahren 1993 und 2010 statt. Mit der Einstellung des Zugverkehrs auf der schmalspurigen Preßnitztalbahn in den Jahren 1984 bzw. 1986 verlor Arnsfeld seine relativ nahe Anbindung an das Schienennetz. Auf Beschluss des Gemeinderats führte Arnsfeld im Jahr 1985 offiziell Straßennamen und neue Hausnummern ein. Die Einweihung der zwischen dem Sportplatz und der Grumbacher Straße gelegenen neuen Arnsfelder Schule in Plattenbauweise erfolgte am 31. August 1987. Im Sommer 2001 wurde die Mittelschule aufgrund geringer Schülerzahlen geschlossen, wenige Jahre später schloss auch die noch verbliebene Grundschule.
Die am 1. April 1997 gegründete Verwaltungsgemeinschaft Arnsfeld–Mildenau wurde mit der Eingliederung von Arnsfeld mit seinen beiden Ortsteilen in die Einheitsgemeinde Mildenau am 1. Januar 1999 aufgelöst.

## Bevölkerungsentwicklung
| 1852 bis 1925 - 1852 – 1420 - 1885 – 1760 - 1895 – 1686 - 1905 – 1527 - 1925 – 1450 | 1946 bis 1991 - 1946 – 1533 - 1958 – 1511 - 1965 – 1523 - 1991 – 1442 - 2011 – 1106 |

## Religionen

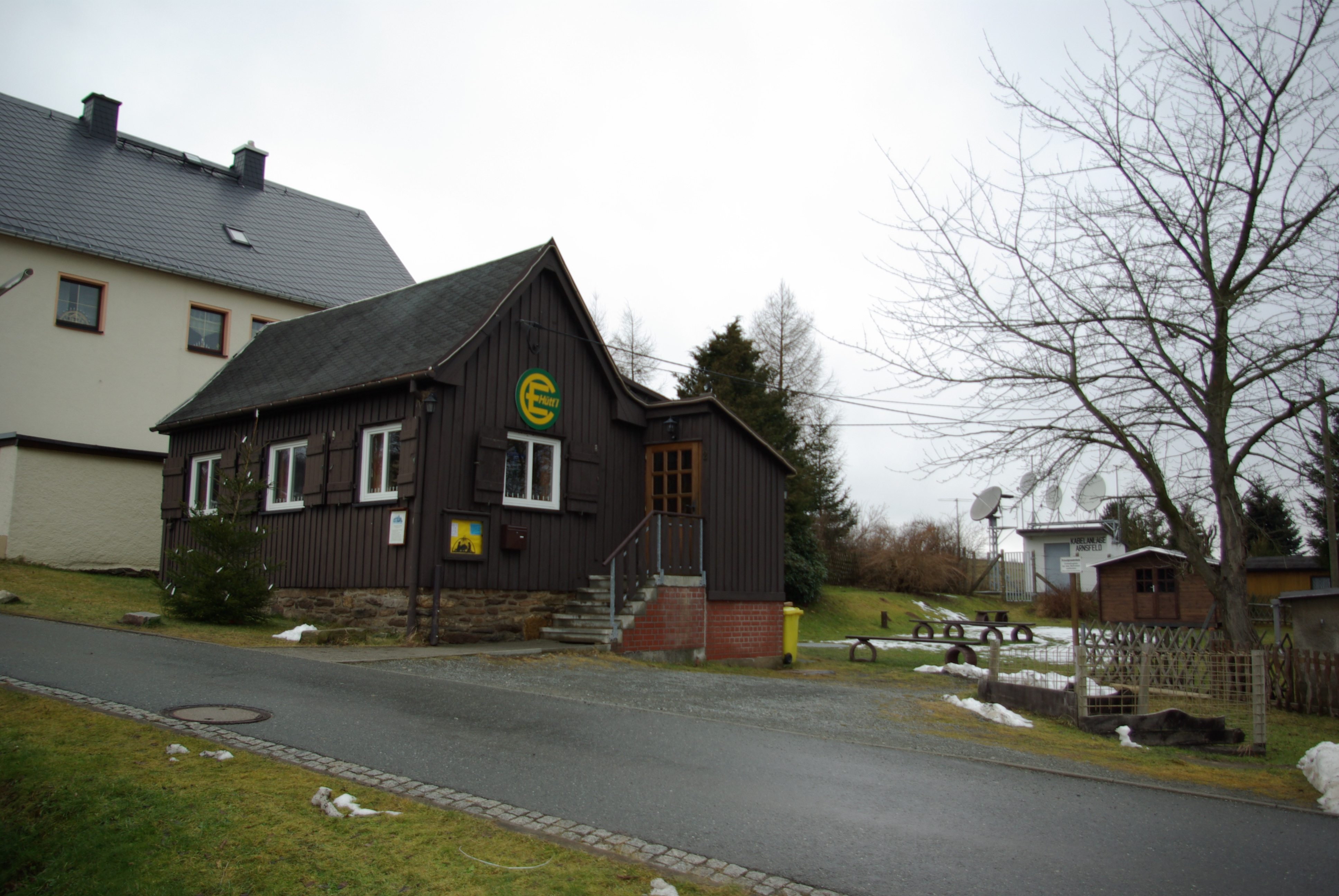
EC-Hütt'l

Zur ev.-luth. Kirchgemeinde Arnsfeld gehören die Orte Arnsfeld, Oberschaar, Mittel- und Niederschmiedeberg. Die Kirchgemeinde steht in einem Schwesterkirchverhältnis mit der Gemeinde in Steinbach mit Oberschmiedeberg. In Arnsfeld gibt es weiterhin eine Landeskirchliche Gemeinschaft. Der Jugendbund Entschieden für Christus (EC) hat seit 2000 sein eigenes Domizil im EC-Hütt'l.

## Kultur

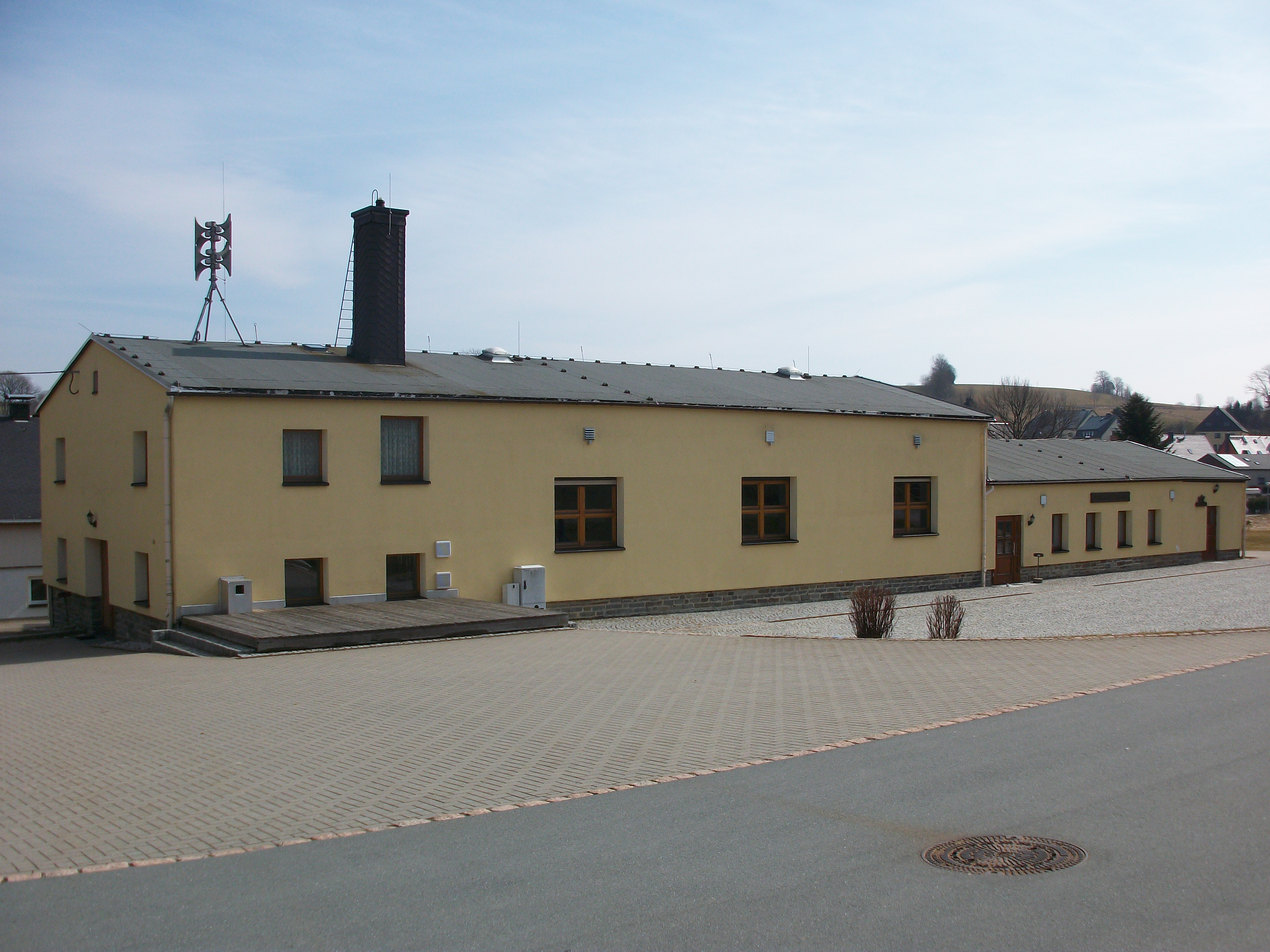
Arnsfeld, Dorfgemeinschaftshaus

### Freizeiteinrichtungen (Auswahl)
- Dorfgemeinschaftshaus
- Skihang Arnsfeld
- EC-Hütt`l
- Kinderspielplatz Arnsfeld
- Naturfreundehaus „Rauschenbachmühle“

### Vereine (Auswahl)
- Antennengemeinschaft Arnsfeld e. V.
- EC-Jugendbund Arnsfeld
- Freiwillige Feuerwehr Arnsfeld[6]
- Jagdgenossenschaft Arnsfeld
- Jugendclub Arnsfeld e. V.
- Leitfaden e. V.
- Rassegeflügel- u. Kaninchenzüchterverein Arnsfeld e. V.
- Schnitzverein Arnsfeld e. V. (mit Klöppelgruppe)
- TSV „Rot-Weiß“ Arnsfeld e. V.
- Verein zur Entwicklung der Region Annaberger Land e. V.[7]

### Tourismus
- Der Annaberger Landring (Zentralteil) verläuft durch Arnsfeld.[8]

### Regelmäßige Veranstaltungen
- Mit dem Herzen dabei – ein ehemaliges Volksfest in der DDR-Zeit[9]
- Arnsfelder Familientag (Veranstalter: Verein zur Entwicklung der Region Annaberger Land e. V.)
- Radsportveranstaltung Grenzlandtour (Veranstalter: TSV Rot-Weiß Arnsfeld e. V.)

## Verkehr
Arnsfeld liegt an der Landstraße von Annaberg-Buchholz zum sächsisch-böhmischen Grenzübergang in Reitzenhain. Diese verläuft als Staatsstraße 218 durch Arnsfeld und Oberschaar nach Steinbach. Über die Flur von Arnsfeld und Oberschaar verliefen im Tal der Preßnitz bis zur Stilllegung im Jahre 1984 über vier Kilometer die Gleise der Preßnitztalbahn zwischen den Bahnhöfen Niederschmiedeberg und Steinbach. Die Firma Pursche in Oberschaar unterhielt ein Anschlussgleis. Seit der Reaktivierung der Museumsbahn enden die Gleise des Bahnhofes in Steinbach auf dem Oberschaarer Ufer der Preßnitz.

## Gedenkstätten
- Gedenksäule am südlichen Ortsausgang, „Reiter ohne Kopf“ – (Schwedenstein), soll an ein Ereignis im Dreißigjährigen Krieg erinnern.
- Grabstätte auf dem Ortsfriedhof der drei deutschen Wehrmachtssoldaten Ernst Geißler, Franz von Vohla und Adolf Dinges, die als Deserteure im April 1945 von der Feldgendarmerie ermordet wurden.

## Persönlichkeiten
- Anna Marschall von Bieberstein geb. Luther und Johann Friedrich Luther (gest. 1599, begraben in der Arnsfelder Kirche), beide Enkelkinder von Martin Luther, lebten in Oberschaar.
- Sigismund Scherertz (1584–1639), Geistlicher und Schriftsteller, Pfarrer am Ort
- Julius Weisbach (1806–1871), Mathematiker und Ingenieur, Begründer der neuen Markscheidekunst, erstes Ehrenmitglied des VDI, geboren in Mittelschmiedeberg
- Hieronymus Schein, Vater des Kirchenliedkomponisten Johann Hermann Schein, (kurzzeitig in Arnsfeld als Pfarrer tätig)
- Ferdinand Anselm von Lindenau, Pfarrer und Verwandter des damaligen sächs. Ministerpräsidenten Bernhard von Lindenau
- Richard Meier (1878–1933), Politiker, Abgeordneter im Deutschen Reichstag
- Bernd Schreiter (* 1962), Heimatforscher (Ortschronist von Arnsfeld)